# Ivan Sviták
Ivan Sviták (Hraničné, Moràvia, 10 d'octubre de 1925 - Praga, 20 d'octubre de 1994), va ser un filòsof, crític i poeta txec que es considera un dels promotors europeus més qualificats de l'humanisme marxista. En un gran treball d'assagista, Sviták va abordar qüestions de democràcia i socialisme, d'art en societats burocràtiques i de consum i de la “càrrega insuportable” de la catàstrofe política de la història txeca. A més, Sviták va escriure un extens cos literari de ficció i poesia, en què "buscava una unitat de filosofia, literatura i política, una unitat de compromís, saviesa i poesia". En aquesta labor, Sviták va seguir conscientment les petjades del moviment surrealista que va admirar i defensar críticament en nombroses ocasions. Aquests assajos sovint autoeditats per Svitak van ser recollits per Joseph Grim Feinberg i publicats en forma de llibre.
El 1956 va ser acusat de "revisionisme". A la dècada de 1960, Sviták va ser un dels defensors més notables del socialisme democràtic de Txecoslovàquia (distinció que va compartir amb Karel Kosík, l'altre filòsof humanista marxista de Txecoslovàquia). Va ser exclòs del Partit Comunista de Txecoslovàquia el 1964. Després de la invasió del Pacte de Varsòvia a Txecoslovàquia, l'agost de 1968, Svitàk va ser despullat de la seva ciutadania i condemnat a un llarg període de presó. En lloc de complir la pena de presó, va optar per emigrar, primer a la ciutat de Nova York i el 1970 a Chico, Califòrnia, on se li va oferir un lloc acadèmic. Sviták va treballar a Cal State Chico fins al 1990, quan va tornar a Txecoslovàquia després de la fi del govern del Partit Comunista. A principis dels anys 90, Sviták va seguir sent un ferm defensor del socialisme democràtic, convertint la seva ploma en una eina crítica cap al nou règim post-comunista, en la seva intenció de retornar al capitalisme privatitzant les empreses públiques. va ser elegit diputat al parlament txec per la coalició Bloc d'Esquerra Va morir a Praga el 1994.

## Obra
- Lidský smysl kultury : eseje ("The Human Meaning of Culture," translated as "Man and His World"), Prague 1968
- Man and his World: A Marxian View, New York: Dell Pub. Co., 1970 (translation of Lidský smysl kultury, including a slightly different selection of essays).
- The Czechoslovak Experiment, 1968-1969, New York, Columbia U. Press, 1971.
- Dialektika moci ("The Dialectic of Power"), Cologne, 1973
- “Illusions of Czech Socialist Democracy” Telos, 22 (Winter 1974-75). New York: Telos Press.
- Děvčátko s červenou mašlí : povídky a pohádky ("The Girl with the Red Ribbon: Stories and Fairy Tales"), Zürich, 1975
- Nevědecká antropologie : dialectica modo bohemico demonstrata ("Unscientific Anthropology"), Chico, California, 1984
- Národ na křižovatce : dialektika dějin ("The Nation at a Crossroads: The Dialectic of History"), Prague, 1989
- Budoucnost bez komunismu ("The Future without Communism"), Prague, 1990
- Kulatý čtverec : dialektika demokratizace : úvahy a statě, članky z let 1968-1969 ("Squaring the Circle: The Dialectic of Democratization: Reflections and Articles from 1968-1969"), Prague, 1990
- The Unbearable Burden of History: The Sovietization of Czechoslovakia, Academia, 1990.
- Ztracené iluze : výroční zpráva o sametové revoluci ("Lost Illusions: An Anniversary Message about the Velvet Revolution"), Prague, 1990
- Cesta odnikud nikam ("The Road from Nowhere to Nowhere"), Prague, 1991
- Devět životů : konkrétní dialektika ("Nine Lives: Concrete Dialectics"), Prague, 1992
- The Windmills of Humanity, edited and introduced by Joseph Grim Feinberg, Chicago: Charles H Kerr, 2014.